# Олимп (футбольный клуб, Рига)
Юношеский футбольный клуб «Олимп» (латыш. Junioru futbola klubs „Olimps”) основан в 2005 году, базируется в Риге.

## Прежние названия
- 2005—2007 год — «Олимп»
- 2008 год — «Олимп/АСК»
- 2009—2010 год — «Олимп/РФШ»
- с 2011 года — «Олимп»

## История
Клуб основан в 2005 году, потому что в Высшей лиге чемпионата Латвии по футболу не хватало одной команды. По предложению ЛФФ команда была составлена из молодых игроков клубов «Сконто-2», «Металлург-2» и «Вентспилс-2». В 2005 году команда заняла 7-е место, проиграла в переходной игре за право играть в Высшей лиге, поэтому вылетела в Первую лигу, однако в 2006 году она заняла первое место в Первой лиге и вернулась в Высшую лигу. В 2007 году «Олимп» занял последнее место в чемпионате, однако сохранил место в элите за счёт увеличения числа команд в чемпионате. В 2007 году команда вышла в финал кубка страны, благодаря чему играла в Кубке УЕФА сезона 2008—2009, но вылетела в первом отборочном раунде.
В 2008 году «Олимп» занял 10-е место в Высшей лиге чемпионата Латвии, но остался в Высшей лиге ввиду банкротства двух клубов.
В 2009 году в «Олимп» пришли такие известные латвийские игроки как Юрис Лайзан, Виталий Астафьев, Андрей Штолцер и Александр Колинько, которые на тот момент были без игровой практики. Голландский тренер Антон Йоре принял европейскую схему, по которой в Латвии практически не играли, — 4-3-3. В итоге в сезоне 2009 года команда заняла 5-е место.
В 2010 году команду покинул Антон Йоре. Главным тренером стал Михаил Михолап. Команда заняла 8-е место.
По итогам сезона 2011 года команда вылетела из Высшей лиги, проиграв в переходных матчах.
В 2012 году команда была распущена, но юридически клуб продолжил существование.

## Достижения
- Финалист Кубка Латвии 2007

## Главные тренеры
- Янис Дрейманис (2005)
- Алексей Шарандо (2005)
- Михаил Конев (2006–2008)
- Антон Йоре (2008–2010)
- Михаил Михолап (2010–2011)
- Тамаз Пертия (2011)

## Рекорды клуба
- Самая крупная победа: 9:0 («Яуниба», 2010).
- Наиболее крупное поражение: 0:8 («Вентспилс», 2011).